# Ari Fleischer

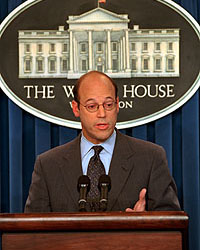
Ari Fleischer

Lawrence Ari Fleischer (13 oktober 1960) is een voormalig Amerikaans perschef van het Witte Huis. Fleischer was de eerste perschef ten tijde van het presidentschap van George W. Bush. Op 15 juli 2003 werd hij vervangen door Scott McClellan nadat Fleischer had aangegeven meer tijd door te willen brengen met zijn vrouw en opnieuw te willen werken in de commerciële sector. Momenteel werkt hij als media consultant bij de National Football League, Bowl Championship Series en meerdere andere sportorganisaties.
- Bibliothèque nationale de France: cb150164625 (data)
- Gemeinsame Normdatei: 130077550
- International Standard Name Identifier: 0000 0000 5521 6619
- Library of Congress Control Number: no2002112529
- Nationale Bibliotheek van Israël: 987007402095705171
- Virtual International Authority File: 62645320
- WorldCat: E39PBJvRRRj3xcMpbrqQJv34v3